# Heuthen
Heuthen ist eine Gemeinde in der Verwaltungsgemeinschaft Leinetal im thüringischen Landkreis Eichsfeld.

## Geschichte
Die erste urkundliche Erwähnung geht auf eine Schenkungsurkunde derer von Kirchberg aus dem Jahr 1146 zurück. Zwei ältere Nennungen, um 724 zur Zeit des Bonifatius (als Heiten) und um 950 sind nicht mit einer Urkunde zu belegen. Heuthen ist eines der ältesten Dörfer der Region. Der Ort gehörte bis zur Säkularisation zu Kurmainz, von 1815 bis 1945 war der Ort Teil der preußischen Provinz Sachsen.
Im März 1945 waren 11 russische Zwangsarbeiter im Dorf gemeldet.
1945 bis 1949 war der Ort Teil der sowjetischen Besatzungszone und ab 1949 Teil der DDR. Bis 1989/1990 lag der Ort nahe der innerdeutschen Grenze.

### Wappen
Blasonierung: „In Blau eine goldene Kirche,  den Turm vorn, oben beseitet von je einem silbernen Eichenblatt.“

### Einwohnerentwicklung
Entwicklung der Einwohnerzahl (31. Dezember):
| - 1994: 813 - 1995: 794 - 1996: 798 - 1997: 797 - 1998: 803 - 1999: 802 | - 2000: 800 - 2001: 789 - 2002: 784 - 2003: 774 - 2004: 787 - 2005: 797 | - 2006: 792 - 2007: 781 - 2008: 781 - 2009: 767 - 2010: 763 - 2011: 751 | - 2012: 745 - 2013: 739 - 2014: 734 - 2015: 728 - 2016: 738 - 2017: 735 | - 2018: 725 - 2019: 720 - 2020: 726 - 2021: 724 - 2022: 725 |

Datenquelle: Thüringer Landesamt für Statistik

## Politik

### Gemeinderat
Der   Gemeinderat von  Heuthen setzt sich aus acht  Gemeinderatsmitgliedern  zusammen.
- CDU: 6  Sitze
- Wahlvorschlag AL:  2  Sitze

(Stand:   Kommunalwahl    am 25. Mai 2014)

### Bürgermeister
Der ehrenamtliche Bürgermeister Michael Gaßmann wurde am 5. Juni 2016 wiedergewählt.

### Gemeindepartnerschaft
- Niederelbert in Rheinland-Pfalz

## Wirtschaft und Infrastruktur

### Wasser und Abwasser
Die Trinkwasserver- und Abwasserentsorgung wurde auf den Zweckverband Wasserversorgung und Abwasserentsorgung Obereichsfeld übertragen.

## Kultur und Sehenswürdigkeiten

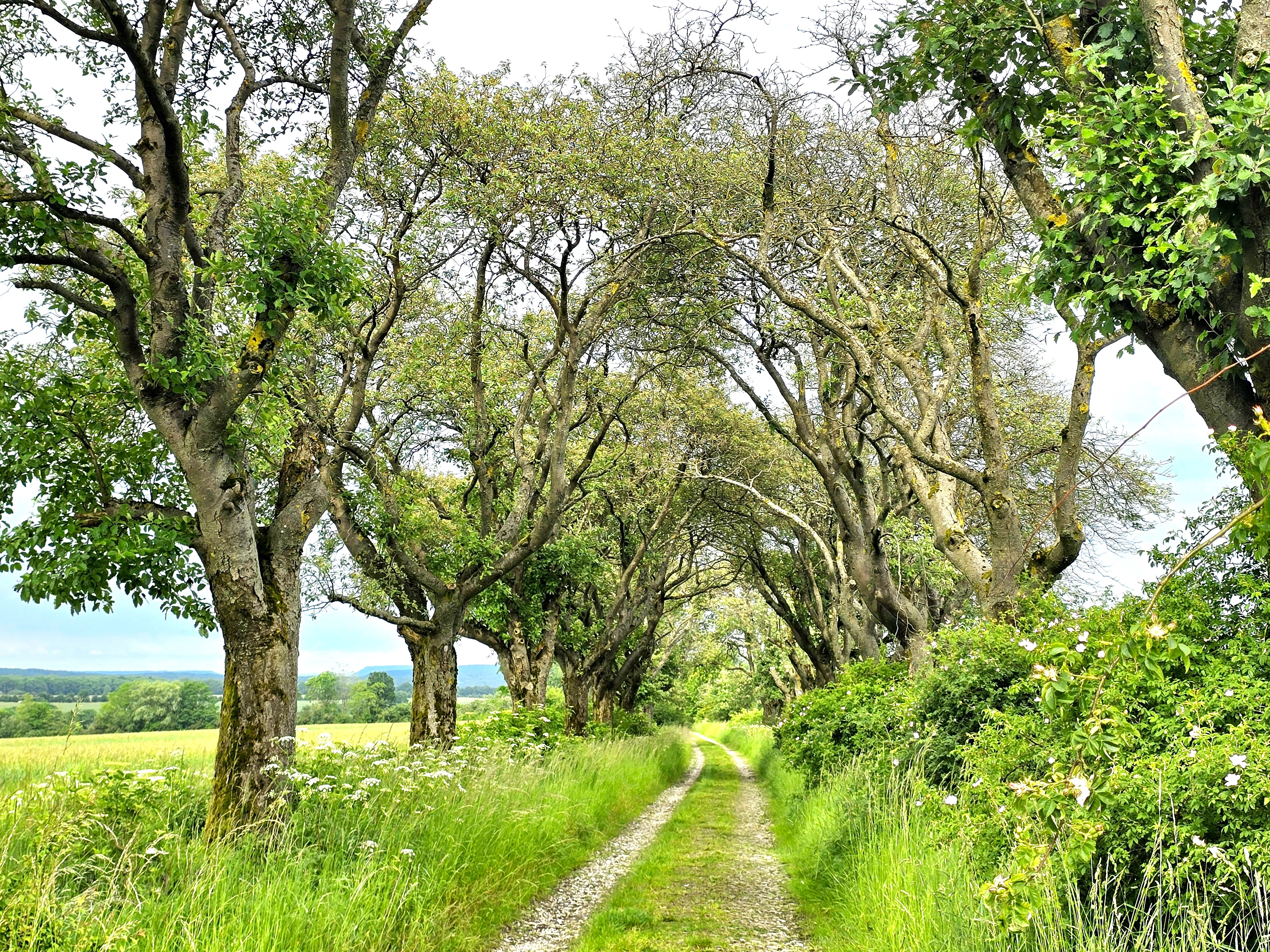
Mehlbeerbaumallee zwischen Heuthen und Kefferhausen im Obereichsfeld

In Heuthen befindet sich eine Filialkirche der Pfarrei St. Cosmas und Damian in Geisleden, die St. Nikolaus (erbaut 1745–1749). Sie gilt als eine der schönsten barocken Dorfkirchen des Eichsfeldes. Alljährlich in der Adventszeit ist dort eine Krippenausstellung mit über 400 Darstellungen zu sehen.
An der Gemarkungsgrenze zum östlichen Nachbarort  Kefferhausen erstreckte sich im Mittelalter die Wüstung Werdingshausen, von deren Existenz heute die dort befindliche Wallfahrtskapelle zeugt. Der Weg zur Kapelle wurde ab 1910 zu einer Allee mit etwa 100 seltenen Schwedischen Mehlbeerbäumen aufgewertet. Diese gilt nun als Naturdenkmal.

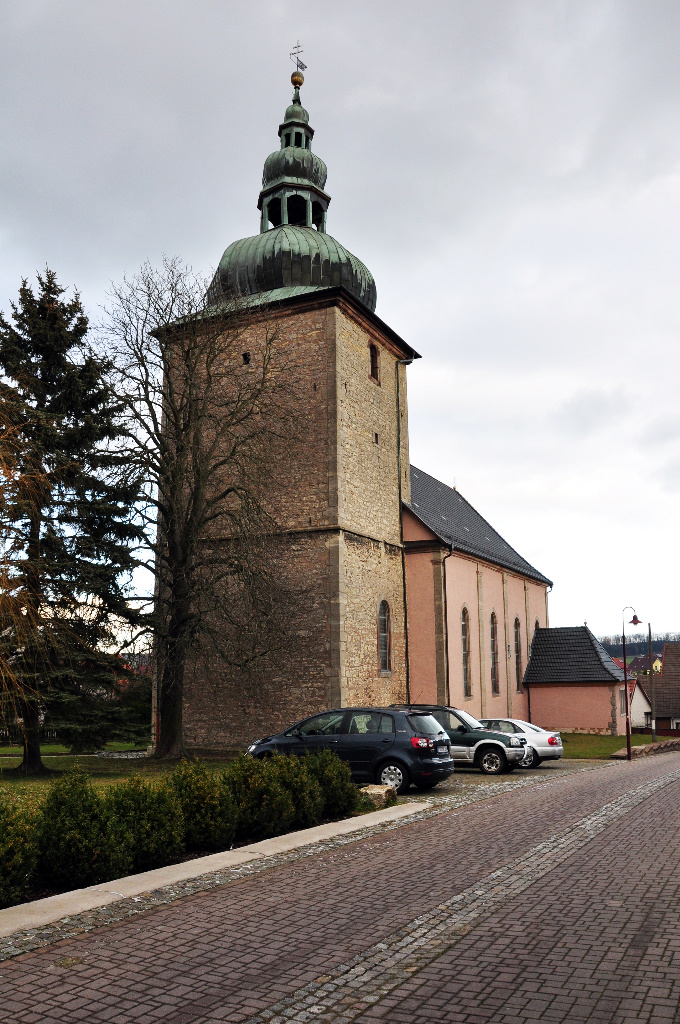
Kirche in Heuthen
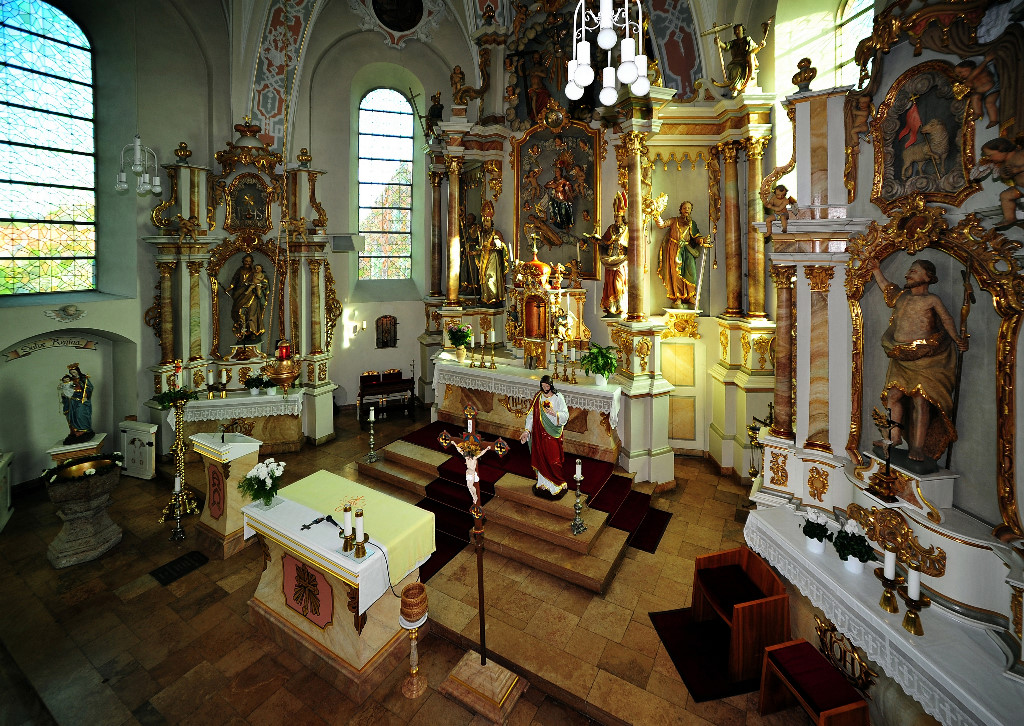
Innenansicht der Kirche

## Persönlichkeiten
Am 23. Februar 1666 wurde in Heuthen Urban Kobert geboren, der am 14. Juli 1687 in den Jesuitenorden eintrat, Professor an der Universität Heidelberg (1706–1715), Rektor in Erfurt, Fulda, Speyer und Ettlingen war und am 9. März 1752 zu Mainz starb.